# Laurie Musser
Laurie Musser est une artiste et designer américaine, reconnue pour son travail au sein du programme Artistic Infusion (AIP) de la Monnaie des États-Unis. Elle a créé les dessins de plusieurs pièces et médailles officielles, notamment l'avers du dollar en argent Christa McAuliffe de 2021 et de la pièce de cinq dollars commémoratif de la Negro League de baseball de 2022, ainsi que le revers des médailles du corps des Marines des États-Unis et de la médaille présidentielle en bronze Donald J. Trump. Elle est également la fondatrice et propriétaire de Chalkboard Studio, son propre studio de design.

## Jeunesse et formation
Laurie Musser est originaire de Butler, en Pennsylvanie. Dès son enfance, elle passait des heures à dessiner sur un tableau noir que sa mère lui avait offert. Elle considérait l'art comme « juste quelque chose à faire, ça faisait sourire les gens », ne réalisant pas qu'elle pourrait en faire une carrière. Elle est diplômée de l'Art Institute of Pittsburgh (en), en Pennsylvanie,.

## Carrière artistique
Après ses études, Laurie Musser s'est installée à Rocky River, dans la banlieue de Cleveland, en Ohio. Elle a passé plus de vingt ans en tant qu'illustratrice salariée chez American Greetings. Cette période lui a fourni des connaissances et une expérience précieuses qu'elle utilise désormais dans son propre studio, Chalkboard Studio, situé à Strongsville, également en Ohio,.
En tant qu'« Illustratrice Designer », titre dont elle est la plus fière, Musser explore un large éventail d'intérêts. Ses domaines de travail comprennent le design de personnages, les portraits imaginatifs, les beaux-arts, la conception de papiers peints, d'emballages cadeaux et de textiles, l'identité visuelle d'entreprise, le design graphique, le collage d'images, les thèmes de produits, le design de vitraux et la sculpture ornementale. Elle utilise divers médias, tels que l'aquarelle, le crayon, les pastels, le fusain, l'acrylique, les huiles et le sculpey (en), tout en intégrant des outils technologiques comme Photoshop, Illustrator, Affinity, Procreate (en) et Corel Painter pour enrichir ses images. Ses styles varient des livres pour enfants aux designs textiles masculins, des motifs floraux décoratifs aux graphiques animés contemporains.
Musser participe régulièrement à des expositions d'art et a remporté des distinctions et des prix pour ses œuvres sur la faune. En 2020, elle a reçu une mention honorable pour son dessin Snowy Owl (hibou des neiges) à la 16e exposition annuelle Aquarius de la Medina County Art League.
Chalkboard Studio, enregistré sous son nom légal, est une entreprise individuelle fondée en janvier 2019 et enregistrée au niveau fédéral le même mois. Elle est certifiée comme une entreprise appartenant à une femme et une petite entreprise appartenant à une femme.

## Monnaie des États-Unis
Laurie Musser a été sélectionnée pour participer au programme Artistic Infusion (AIP) de la Monnaie des États-Unis en juillet 2019. Ce programme, créé en 2003, vise à enrichir et dynamiser le design des pièces et médailles américaines en faisant appel à un panel d'artistes externes spécialisés dans diverses disciplines visuelles. Les artistes de l'AIP travaillent depuis leurs propres studios et soumettent des dessins finis, en étroite collaboration avec le personnel de la Monnaie, y compris les sculpteurs-graveurs. Ils reçoivent 2 000 à 3 000 dollars par mission et une prime de 5 000 dollars si leur dessin est sélectionné. Leurs initiales apparaissent sur les pièces ou médailles finales, aux côtés de celles du sculpteur. En mars 2024, Laurie Musser était toujours membre de l'AIP.

## Œuvres notables en numismatique
Laurie Musser a contribué à la conception de plusieurs pièces et médailles importantes pour la Monnaie des États-Unis.

### Dollar Christa McAuliffe
L’avers de la pièce d'un dollar a été conçu par l’artiste et représent un portrait de Christa McAuliffe « avec un regard plein d'espoir ». Ce portrait, inspiré d’une photographie prise par la NASA le 12 septembre 1985 lors de la formation de McAuliffe, est accompagné des inscriptions « CHRISTA McAULIFFE », « 2021 », « LIBERTY» et « IN GOD WE TRUST ». La sculpture du dessin a été réalisée par Phebe Hemphill,.

### Pièce de cinq dollars de la Negro League
Elle a conçu l'avers de cette pièce qui représente un portrait de Rube Foster (en), fondateur de la Negro League, accompagné de sa signature. Le dessin a été sculpté par Phebe Hemphill,.

### Médailles du corps des Marines des États-Unis
Elle a conçu le revers de ces médailles. Il représente l'emblème familier de l'Aigle, du Globe et de l'Ancre du corps des Marines, encerclé d'une bordure en corde. Les inscriptions incluent les valeurs fondamentales des Marines : « HONOR », « COURAGE », et « COMMITMENT »," ainsi que la devise  « SEMPER FIDELIS » (toujours fidèle). Le dessin a été sculpté par Joseph Menna, graveur en chef de la Monnaie des États-Unis.

### Médaille présidentielle Donald J. Trump
Le revers représente le sceau présidentiel, 45 étoiles à six branches autour de la bordure pour marquer le 45e président, et une inscription de son discours inaugural de 2017 : « THE FORGOTTEN MEN / AND WOMEN OF OUR COUNTRY / WILL NOT BE FORGOTTEN AGAIN ». Le dessin a été sculpté par John P. McGraw,.